# Kuandutempel
De Kuandutempel is een taoïstische tempel in Beitou District, Taipei, Taiwan. In de tempel wordt de zeegodin Matsu vereerd. Deze oude tempel werd in 1661 gebouwd. Sinds 1922 heet de tempel zo. De tempel wordt samen met de tempels Beigang Chaotientempel en Lugang Tianhoutempel "Taiwans drie grote Matsutempels/台灣三大媽祖廟" genoemd.
In de tempel staan beelden van Matsu, Guanyin, Wenchangdijun, Koxinga, Bhaisajyaguru, Amitabha en Mahasthamaprapta.